# José Neves
Pour les articles homonymes, voir Neves.
José Carlos Prates Neves Fernandes, né le 30 octobre 1995 à Santarém, est un coureur cycliste portugais.

## Palmarès
- 2014
  - 2e du championnat du Portugal du contre-la-montre espoirs
- 2015
  -  Champion du Portugal du contre-la-montre espoirs
  - Tour des Terres de Santa Maria da Feira
  - 3e et 4e étapes du Grand Prix Gondomar
  - 2e du Grand Prix Gondomar
- 2017
  -  Champion du Portugal du contre-la-montre espoirs
  - Tour du Portugal de l'Avenir
    - Classement général
    - 2e étape
- 2018
  - Classement général du Trophée Joaquim-Agostinho
- 2019
  - 2e du Grand Prix International de Torres Vedras-Trophée Joaquim Agostinho
  - 3e du Tour de Chine II
- 2021
  -  Champion du Portugal sur route
  - Grande Prémio O Jogo :
    - Classement général
    - 1re étape

  - 3e étape du Grand Prix International de Torres Vedras-Trophée Joaquim Agostinho
  - 2e du Grande Prémio Douro Internacional
  - 2e du Tour de l'Alentejo
  - 2e du Grand Prix International de Torres Vedras-Trophée Joaquim Agostinho
  - 3e du championnat du Portugal du contre-la-montre
- 2022
  - Grande Prémio Douro Internacional :
    - Classement général
    - 2e étape

  - 2e du Classica Aldeias do Xisto
  - 3e du Tour de l'Alentejo

## Classements mondiaux
| Année           | 2017 |
| --------------- | ---- |
| UCI Europe Tour | 660e |